# Latife Uşşaki

Latife Uşakizâde (mai târziu Latife Uşaklıgil după Legea Numelor de Familie din 1934; cu onorificul Latife Hanım) (n. 17 iunie 1898, İzmir, vilayetul Aidin⁠(d), Imperiul Otoman – d. 12 iulie 1975, Istanbul, Turcia) a fost soția lui Mustafa Kemal Pasha (mai târziu Atatürk) între anii 1923 și 1925. Ea a fost rudă din partea tatălui cu scriitorul turc Halit Ziya Ușaklıgil.

## Biografie
S-a născut în anul 1898 în İzmir din una din cele mai importante familii de comercianți din oraș, cu rădăcini din orașul Ușak, de unde provine numele neoficial de familie Ușakizâde. Ea a terminat studiile liceale în İzmir și în 1919 a plecat în străinătate pentru a studia dreptul la Paris și Londra. Când s-a întors în Turcia, Războiul de Independență al Turciei se apropia de sfârșit.
Pe 11 septembrie 1922, la întoarcerea spre conacul familiei, a fost oprită de către soldați care i-au spus că Pasha a luat casa ca Sediu General în İzmir. După ce i-a convins pe soldați că de fapt casa îi aparține, a fost primită.
S-a căsătorit pe data de 29 ianuarie 1923, când Mustafa Kemal Pasha s-a întors în İzmir imediat după moartea mamei sale, Zübeyde Hanım. Timp de 2 ani și jumătate, Lâtife Hanım a reprezentat pentru mentalul colectiv turc o primă doamnă foarte activă în viața publică, situatie care, în Turcia acelor vremuri, era o noutate. A avut o influență semnificativă asupra reformelor care au început în Turcia în anii ’20 cu privire la emanciparea femeilor. Cel mai probabil influențată de principiile seculare ale soțului ei, a renunțat la acoperământul de pe cap, îndemnând celelalte femei să ia aceeași decizie.
În orice caz, relația dintre ea și soțul ei s-a încheiat prematur. Au divorțat pe data de 5 august 1925. Lâtife Hanım a trăit în restul vieții sale în İzmir și İstanbul în izolare, evitând interacțiunea cu alte persoane decât cele din anturajul ei până în momentul morții, în 1975. Nu s-a mai recăsătorit, preferând să nu discute despre relația avută cu Atatürk. În 2005, Societatea Istorică Turcă a dorit să publice jurnalele ei „exceptând scrisorile cele mai intime, luând în considerare cerințele familiei”. În orice caz, familia ei a afirmat public că dețin proprietatea scrisorilor, nedorind să fie publicate. În consecință, societatea a decis să nu le publice.
O biografie cuprinzătoare și, de asemenea, controversată a lui Lâtife Hanım, scrisă de către İpek Çalıșlar, jurnalistă a publicației Cumhuriyet, a fost publicată în 2006.

## Galerie

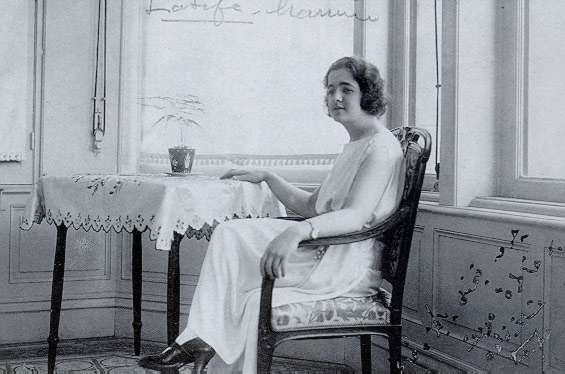
Latife Uşakizâde în 1923.
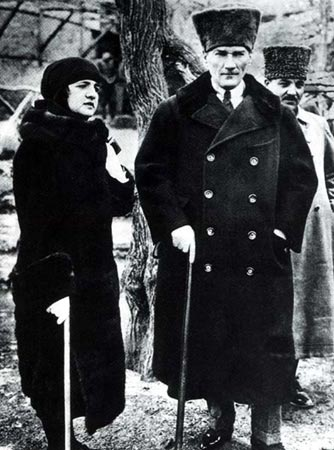
Mustafa Kemal Atatürk și Latife Uşakizâde, în timpul unei călătorii în 1923.
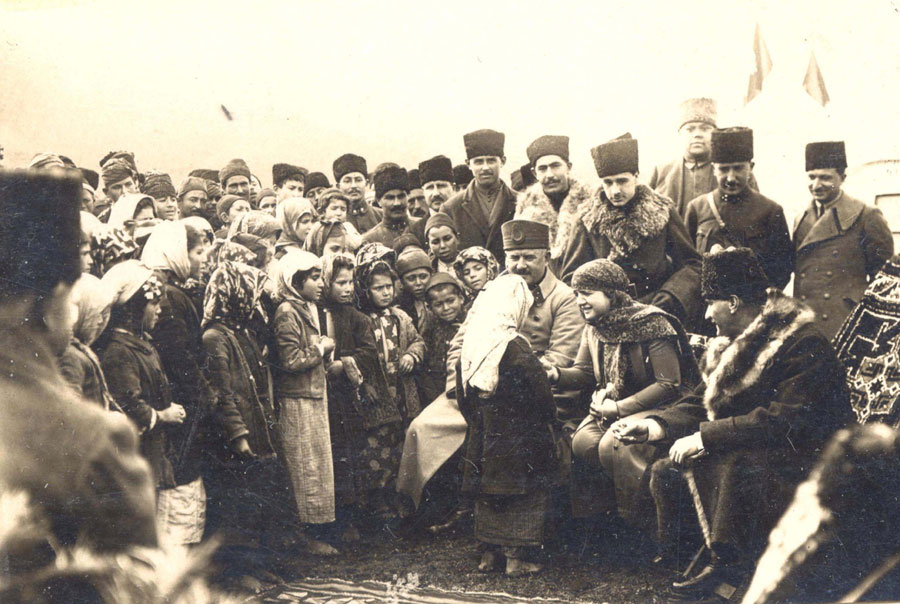
Kâzım Karabekir, Latife și Mustafa Kemal în satul Ergama, în drum spre Edremit, la 8 februarie 1923.
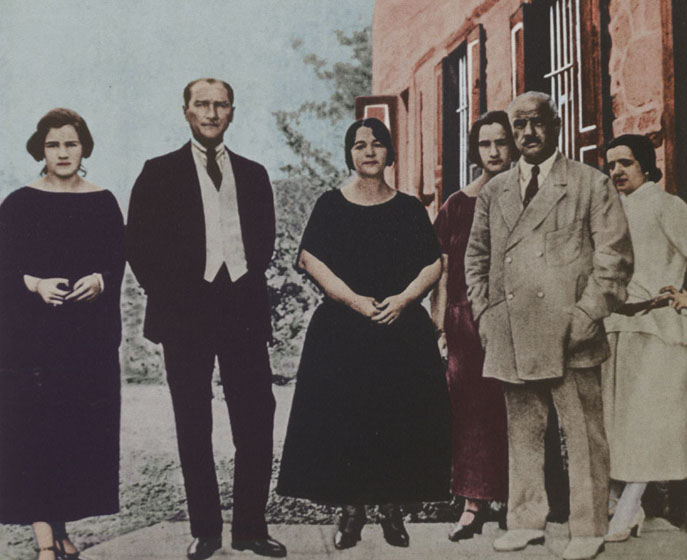
Mustafa Kemal Pașa și Latife Hanim (ultima din dreapta) cu familia ei la începutul anului 1923.
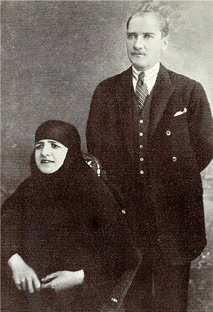
Atatürk și Latife Uşşaki.